# Линия Второй авеню, Ай-ар-ти
Линия Второй авеню, Ай-ар-ти (англ. IRT Second Avenue Line, другое название: эстакадная линия Второй авеню) — бывшая линия Нью-Йоркского метро, эксплуатировавшаяся компанией «Межрайонный скоростной транспорт» (IRT) и с 1940 по 1942 год входившая в состав Дивизиона А. Обслуживала район Манхэттен. Линия шла над Дивизион-стрит, от станции Сити-холл в округе Сивик-центр до станции Чатэм-сквер, где пересекалась с линией Третьей авеню, затем поворачивала на север, в округ Нижний Ист Сайд, и шла над Аллен-стрит. После пересечения с Хаустон-стрит линия шла по Первой авеню через округа Ист-Виллидж и Грамерси. После станции 23-я улица линия поворачивала на запад, а потом сразу же на север, на соседнюю Вторую авеню. По Второй авеню линия шла до станции 125-я улица через округа Кипс-Бей, Марри-Хилл, Тертл-Бей, Саттон-Плейс, Ленокс-Хилл, Йорквилл и Испанский Гарлем. После станции 125-я улица линия снова поворачивала на запад к своей конечной станции 129-я улица, при этом соединяясь с линией Третьей авеню.
Некоторые поезда могли идти от станции Саут-Ферри на южном конце линии и не останавливаться на 129-й улице, а пересекать реку Гарлем и идти по построенной в 1886 году линии до станции 149-я улица. Эта линия использовались совместно с линией Третьей авеню, так как имелся второй уровень.

## История
Ещё в 1875 году Комиссией по скоростному транспорту и, в частности, тогдашним мэром Нью-Йорка Уильямом Уикеном компании Эстакадные железные дороги Гилберта было выдано разрешение на строительство линии от Баттери-парка до реки Гарлем над Второй авеню. Работы начались 24 февраля 1879 года на углу Дивизион-стрит и Аллен-стрит. Но завершала строительство уже Манхэттенская железнодорожная компания. Тестовый поезд от станции Саут-Ферри до ответвления на мост Куинсборо прошёл 15 января 1880 года. Открытие всей линии состоялось 1 марта 1880 года. Таким образом, линия Второй авеню стала четвёртой и последней эстакадной линией, построенной в Манхэттене. (Остальные три в порядке открытия: Линия Девятой авеню, Ай-ар-ти, Линия Шестой авеню, Ай-ар-ти, Линия Третьей авеню, Ай-ар-ти, все были закрыты, а потом снесены.)
После открытия линии было выявлено множество проблем, но все они постепенно решались: деревянные части платформ заменялись металлическими, на станциях были установлены турникеты (до этого плату за проезд собирали кондукторы). Это были небольшие ящики, куда пассажиры опускали свои билеты.
25 сентября 1882 года была построена эстакада над станцией Чатэм-сквер, соединявшая эту линию с линией Третьей авеню. С этого времени стала возможной бесплатная пересадка между линиями.
В 1914 году был построен третий экспресс-путь, позволивший ввести экспресс-маршрут.
12 июня 1940 года линия вошла в состав Дивизиона А, а днём ранее, 11 июня 1940 года, была закрыта часть линии от станции 125-я улица до станции 65-я улица включительно. Отрезок от 129-й улицы до 149-й улицы стал обслуживаться только линией Третьей авеню.
И уже 13 июня 1942 года оставшаяся часть линии от станции 57-я улица до станции Канал-стрит была закрыта, а в сентябре снесена. Станция Сити-холл до 1953 года также обслуживалась только линией Третьей авеню.
С апреля 2007 года ведётся строительство подземной линии Второй авеню. Она задумывалась ещё в 1929 году, но строительству помешала Великая депрессия. Первый пусковой участок открылся 1 января 2017 года и состоит из всего трёх станций (ответвление от линии 63-й улицы, Би-эм-ти).

## Список станций
| 219-я улица (1917) |  |
|                    |  |

| Ган-Хилл-роуд (1917) |  |
|                      |  |
|                      |  |

| Берк-авеню (1917) |  |
|                   |  |

| Аллертон-авеню (1917) |  |
|                       |  |

| Пелем-Паркуэй (1917) |  |
|                      |  |

| Бронкс-парк-Ист (1917) |  |
|                        |  |

| Ист 180-я улица (1917) |  |
|                        |  |

| Уэст-Фармс-сквер — Ист-Тремонт-авеню (1904) |  |
|                                             |  |

| 174-я улица (1904) |  |
|                    |  |

| Фримен-стрит (1904) |  |
|                     |  |

| Симпсон-стрит (1904) |  |
|                      |  |

| Интервейл-авеню (1904) |  |
|                        |  |

| Проспект-авеню (1904) |  |
|                       |  |

| Джексон-авеню (1904) |  |
|                      |  |

| Третья авеню — 149-я улица (1905) |  |
|                                   |  |

| 149-я улица — Гранд-Конкорс (1905) |  |
|                                    |  |

|  |  |  |
|  |  |  |
|  |  |  |

|  |
|  |
|  |
|  |
|  |

|  |
|  |
|  |
|  |
|  |

|  |  |  |
|  |  |  |
|  |  |  |

|  |
|  |
|  |
|  |
|  |

| Куинсборо-Плаза (1916) |
|                        |
|                        |

|  |  |
|  |  |

Станции на линии
| … |  |  |
|   |  |  |
| … |  |  |
|   |  |  |

|  |  |
|  |  |
|  |  |

|  |  |
|  |  |
|  |  |

|  |  |   |
|  |  | … |
|  |  |   |

|   |  |  |
| … |  |  |
|   |  |  |

|  |  |   |
|  |  | … |
|  |  |   |